# Creu de terme (Sant Esteve de Palautordera)
La Creu de terme és una obra historicista de Sant Esteve de Palautordera (Vallès Oriental) inclosa a l'Inventari del Patrimoni Arquitectònic de Catalunya.

## Descripció
Element aïllat. Monumental creu de terme formada per dos cossos, una columna que li fa de fust i la creu. La part inferior de la creu, en forma de capitell, està decorat amb motius vegetals. La creu té representada la crucifixió de Crist, en una imatge molt detallada.

## Història
Aquesta creu de terme, situada a l'entrada del poble, fou refeta després de l'any 1936. Ara es troba en bones condicions.